# Meerspitzmaus

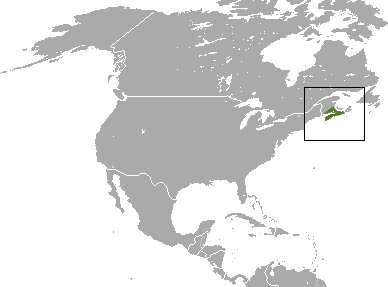
Verbreitungsgebiet der Meerspitzmaus

Die Meerspitzmaus (Sorex maritimensis) ist ein im Osten Nordamerikas verbreitetes Säugetier in der Gattung der Rotzahnspitzmäuse. Die Art ist eng mit der Arktischen Spitzmaus (Sorex arcticus) verwandt und eine genetische Studie von 2002 legt nahe, dass beide Arten Schwestertaxa darstellen, die vor 2,4 Millionen Jahren einen gemeinsamen Vorfahren hatten.

## Merkmale
Mit einer Kopf-Rumpf-Länge von 101 bis 115 mm, einer Schwanzlänge von 38 bis 45 mm und einem Gewicht von 6,5 bis 10,5 g ist die Art etwas kleiner als die Arktische Spitzmaus, jedoch größer als die meisten anderen Spitzmäuse in ihrem Verbreitungsgebiet. Die Länge der Hinterfüße beträgt 12,5 bis 14,5 mm und die Ohren sind 6 bis 8 mm lang. Bei der Meerspitzmaus kommt eine deutliche Dreiteilung der Fellfarbe vor. Während der Rücken eine schokoladenbraune Farbe aufweist, sind die Seiten mit gelbbraunem Fell bedeckt und auf der Unterseite kommt gelbes bis hell graubraunes Fell vor. Bei jüngeren Exemplaren ist die Dreiteilung weniger deutlich ausgeprägt. Die Fellwechsel finden im Juni sowie zwischen September und Oktober statt. Die Meerspitzmaus hat im Oberkiefer auf jeder Seite zwischen dem Schneidezahn und dem Prämolar fünf einspitzige Zähne.

## Verbreitung und Lebensweise
Diese Spitzmaus lebt im östlichen Kanada im Osten New Brunswicks sowie in Nova Scotia. Sie hält sich auf feuchten Flächen mit Gras auf. Dazu zählen Wiesen, Marschland, die Böschungen von Wassergräben, Bahndämme und die Ufer von Wasserläufen.
Die Aktivität der Individuen ist an keine Tageszeit gebunden. Sie halten keinen Winterschlaf und graben Gänge in der Schneedecke. Die Meerspitzmaus übernimmt auch die Tunnel anderer Säugetiere. Weitere Angaben zur Lebensweise fehlen.

## Gefährdung
Sowohl trockenere Wiesen aufgrund des Klimawandels als auch kurzfristige Überschwemmungen wirken sich negativ auf den Bestand aus. Da die Gesamtpopulation nur leicht abnimmt und im Verbreitungsgebiet mehrere Schutzzonen vorkommen, wird die Art von der IUCN als nicht gefährdet (least concern) gelistet.